# Safe and Sound (Justice)
Safe and Sound è un brano dei Justice, pubblicato il 13 luglio 2016 come singolo anticipatore del terzo album in studio della band, Woman. La traccia, che riprende alcune delle sonorità peculiari del duo elettronico, è disponibile gratuitamente come download digitale sul sito ufficiale della band.

## Pubblicazione
La pubblicazione del brano, avvenuta alle 19:30 (ora locale) del 13 luglio 2016 durante la trasmissione radiofonica BBC Radio 1 condotta da Annie Mac, è stata preannunciata attraverso i principali canali social dell'etichetta discografica Ed Banger Records.